# Evillive II
Evillive II è un album live del gruppo punk statunitense Misfits, pubblicato nel 1998 da Fiend Club Records e reperibile esclusivamente attraverso il fan club della band, il Fiend Club.
Il titolo richiama Evilive, un album live dei Misfits pubblicato nel 1982.

## Tracce
1. Intro/Abominable Dr. Phibes – 1:46
2. American Psycho – 2:05
3. Walk Among Us – 1:16
4. The Hunger – 1:38
5. From Hell They Came – 2:06
6. Speak of the Devil – 1:43
7. Last Caress – 1:55
8. Dig Up Her Bones – 2:52
9. American Nightmare – 1:34
10. Day of the Dead – 2:08
11. Hate the Living, Love the Dead – 1:36
12. Shining – 2:47
13. Don't Open 'Til Doomsday – 3:11
14. This Island Earth – 2:10
15. Where Eagles Dare – 1:56
16. Bullet – 1:24
17. Vampira – 1:25
18. The Haunting – 1:26
19. Die Die My Darling – 3:08

## Formazione
- Michale Graves - voce
- Jerry Only - basso
- Paul Caiafa - chitarra
- Dr. Chud - batteria